# Zagadka
Zagadka – zadanie polegające na znalezieniu odpowiedzi na postawione pytanie w oparciu o wiedzę, logiczne wnioskowanie, intuicję lub abstrakcyjne myślenie. Przykładem graficznej zagadki jest rebus. Zagadki są silnie zakorzenione w kulturze i przydatne w edukacji – zwłaszcza wczesnoszkolnej. Obecne były w wielu mitologiach, w literaturze (zwłaszcza ludowej), w życiu towarzyskim i rozrywce. Aktualnie pełnią głównie rolę dydaktyczną w nauczaniu przedszkolnym i wczesnoszkolnym, mają uczyć logicznego myślenia, rozwijać kreatywność oraz ćwiczyć wyobraźnię.

## Zagadka w literaturze
Według André Jollesa zagadka jest jednym z morfologicznych archetypów leżących u podstaw współczesnych gatunków literackich.
Zagadka literacka (enigmat) jest to utwór przeważnie wierszowany, składający się z części pytajnej i odpowiedzi. Część pytajna zawiera pośredni opis pewnego przedmiotu, często peryfrastyczny. Zadaniem odpowiadającego jest wskazanie na podstawie tego opisu, o jaki przedmiot chodzi. Stopień trudności zagadki zależy od stopnia pośredniości i peryfrastyczności opisu, ale nie tylko – wiele zagadek prócz elementów mających naprowadzić na odpowiedź pytającego, zawiera także elementy mające zbić go z tropu.
Zagadki pełnią funkcję dydaktyczną i rozrywkową. Pierwotnie związane z mitem i liturgią, stały się następnie rodzajem zabawy towarzyskiej, obecnie przynależą przede wszystkim do folkloru dziecięcego.
W literaturze, zwłaszcza w średniowiecznej i literaturze manieryzmu i baroku stanowiły też nieraz samodzielne utwory poetyckie lub ich części, o funkcji nie dydaktycznej i rozrywkowej, ale estetycznej. Zagadki są też często elementem treści mitów i fabuły baśni – częstym motywem jest w nich rozwiązanie szczególnie trudnej zagadki przez bohatera, za co zostaje on nagrodzony. Jednym z bardziej znanych motywów tego typu jest rozwiązanie zagadki Sfinksa przez Edypa – zagadka pytała o to, kto rano chodzi na czterech nogach, w południe na dwóch, a wieczorem na trzech.
Tego rodzaju motyw występuje także w literaturze współczesnej nawiązującej do baśni i mitów – w Hobbicie Tolkiena Bilbo gra w zagadki, przy czym każde pytanie Golluma jest oryginalną zagadką staroangielską. Z kolei do mitologii nordyckiej nawiązuje rozmowa Bilba ze Smaugiem, podobna do rozmowy Sigurda z Fafnirem  z Eddy starszej.
W literaturze wykorzystywane są także zagadki absurdalne, np. „dlaczego kruk jest podobny do biurka” z Alicji w Krainie Czarów Lewisa Carrolla.
Istnieją również liczne zagadki stworzone przez współczesnych matematyków, a nawet powstają różnego rodzaju zbiory zadań. Najczęściej ocierają się one o teorię mnogości czy rachunek prawdopodobieństwa, rzadziej o analizę matematyczną z racji użyteczności dla większej części społeczeństwa.